# Gerardo Sasso
Gerardo Sasso (c. 1040-3 de septiembre de 1120) fue el fundador de la Orden de Malta.

## Biografía
Se le han atribuido varios lugares de nacimiento. Se han sugerido como sitios posibles Amalfi, Martigues en Provenza y Chateau d'Avesnes en el condado de Henao. Fuera como soldado o como comerciante, encontró su camino hacia Jerusalén, donde había existido un hospicio durante algún tiempo para la comodidad de las personas que deseasen visitar los lugares sagrados cristianos. Gerardo se hizo cargo de este edificio, lo convirtió en hospital en una fecha no posterior a 1100 y aquí organizó la orden religiosa dedicada a San Juan. Este recibió el reconocimiento papal de Pascual II en 1113, por la bula Geraudo institutori ac praeposito Hirosolimitani Xenodochii. A su vez, fue renovada y confirmada por Calixto II poco antes de la muerte de Gerardo en 1120 en Jerusalén.Está beatificado por la Iglesia Católica, y su celebración litúrgica se celebra el 13 de octubre.

## Apellido

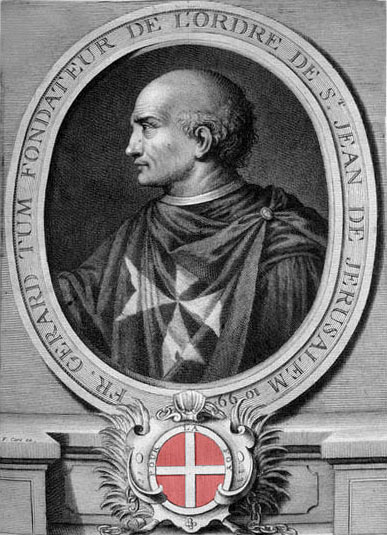
Retrato de Gerardo Tum, con el apellido erróneo. Grabado de Jean François Cars (c. 1725)

En algunos textos se da su apellido como Tenque o Tum; esta confusión proviene de un error de traducción de Pierre-Joseph de Haitze, que tradujo textos latinos para la redacción de su Histoire de la vie et du culte du bienheureux Gérard Tenque, fondateur de l'ordre de Saint-Jean de Jérusalem («Historia de la vida y del culto del Beato Gerardo Tenque, fundador de la orden de San Juan de Jerusalén»). Haitze traduce la frase: «P. Gerardus tunc Hospitalis praefectus cum a Christianis duce Godefredo Hyerusalem capta est anno domini MLXXXIX» como: «P. Gerard Tenque, administrador de los Hospitalarios cuando el duque cristiano Godofredo capturó Jerusalén en el Año del Señor de 1099»…" entendiendo tunc como una forma latina de un supuesto apellido Tenque. En realidad  tunc debería traducirse como «entonces»: «P. Gerardo entonces administrador de los Hospitalarios cuando el duque cristiano Godofredo capturó Jerusalén en el Año del Señor de 1099». Ferdinand de Hellwald advirtió el error de traducción en 1885.